# Bianca Tchoubar
 (mars 2017).
Si vous disposez d'ouvrages ou d'articles de référence ou si vous connaissez des sites web de qualité traitant du thème abordé ici, merci de compléter l'article en donnant les références utiles à sa vérifiabilité et en les liant à la section « Notes et références ».
Bianca Tchoubar (née le 22 octobre 1910 à Kharkov en Ukraine et décédée le 24 avril 1990 à Paris 15e) est une chimiste spécialiste des mécanismes de réaction.

## Biographie
En 1920, Bianca Tchoubar et sa famille quittent l'Ukraine pour Paris en passant par Constantinople et Budapest.
À 14 ans, en 1924, elle commence ses études en France. En 1931, elle obtient sa licence es sciences et en 1932, son diplôme d'étude supérieur dont elle a imposé le sujet[réf. nécessaire] Étude de molécules et particules chargées à son maître, le professeur Paul Freundler. 
Elle est recrutée par Marc Tiffeneau et lors de la création du CNRS. En 1937, elle est nommée stagiaire de recherche puis devient attachée de recherche en 1945.
Ce n'est qu'en 1946 qu'elle soutient son doctorat dont le sujet est : Contribution à l'étude des extensions de cycles. Désamination nitreuse des aminométhyl-1 cyclanols-1. Son président de jury est Edmond Bauer. Elle introduit de nouvelles idées en chimie réactionnelle, elle passe maitre de recherche en 1955 et publie en 1960 un bréviaire Les Mécanismes réactionnels en chimie organique, livre traduit en six langues. 
En 1961, Bianca Tchoubar est nommée directrice de recherche au CNRS et devient la directrice du Groupe no 12 (le GR12) à Thiais où elle termine sa carrière, officiellement en 1978. Mais, de fait, elle garde une place dans le laboratoire et se lance dans de nouveaux domaines de recherche : les effets des solvants sur des compétitions E2/SN2, et les réactions de chimie organique sans solvant.
Elle rédige un livre avec André Loupy sur Les Effets de sels en chimie organique et organométallique. 
À partir de 1974, et surtout lors de sa retraite administrative, elle se lance dans la chimie des métaux de transition, domaine inconnu pour elle. Ses recherches se font en étroite collaboration avec le groupe dirigé par Alexander E. Shilov (en) et la ramène en Russie. 
Elle décède à Paris en 1990.

## Publications
- Marc Tiffeneau, Paul Weill et Bianca Tchoubar, « Isomérisation de l'oxyde de méthylène cyclohexane en hexahydrobenzaldéhyde et désamination de l'aminoalcool correspondant en cycloheptanone », C. r. hebd. séances Acad. sci., vol. 205,‎ 1937, p. 54-56 (ISSN 0001-4036, lire en ligne).